# Abdominoplastika
Abdominoplastika neboli plastická operace břicha je chirurgický zákrok, jehož cílem je odstranit přebytečné tkáně a kůži a dosáhnout tak pevnějšího a lépe tvarovaného břicha. Jedná se o rozsáhlou operaci, která se provádí v celkové narkóze a trvá 2 a více hodin. Rekonvalescence je obvykle 2-4 týdny a po dobu 1 měsíce nosí pacienti elastickou bandáž na břiše. Pro zákrok se rozhodnou většinou ženy po porodech, které trápí rozestup břišních svalů, povislá kůže, případně kombinace obou faktorů, a dále lidé, kteří radikálně zhubli, a zůstal jim nadbytek kůže v oblasti břicha.

## Druhy abdominoplastiky
Na vstupní konzultaci u plastického chirurga se, v závislosti na svém stavu pacient doví, jaký druh operace lékař zvolí. Tvar břicha trápí pacienty v souvislosti s těhotenstvím nebo redukcí váhy, protože se kůže, často poškozená striemi, nepřizpůsobí změně tělesných proporcí a způsobí „povislé“ břicho. U některých pacientů se jedná o funkční poruchu břišní stěny, kdy dojde k rozestupu (diastázi) břišních svalů. Operace pak redukuje mezeru mezi přímými svaly, a zároveň je odstraněna přebytečná kůže a na nové místo přemístěn pupek.
V některých případech lékař po konzultaci doporučí liposukci břicha nebo kombinaci chirurgického zákroku s liposukcí. Liposukce je indikována, pokud na kůži nejsou strie, její nadbytek není moc veliký a nedošlo k rozestupu břišních svalů.

### Kompletní abdominoplastika
Kompletní abdominoplastika (někdy kombinovaná s liposukcí) trvá 2 hodiny a déle, zahrnuje odstranění většího množství kůže, zpevnění břišních svalů přitažením k sobě a nové umístění pupku. Hodí se pro pacienty, kteří mají rozestup břišních svalů, větší množství povolené kůže, která je poškozena striemi. Jizvu vede lékař tak, aby byla kryta těsně nad linií pubického ochlupení, takže může být skryta lemem spodního prádla. V případě většího množství kůže, které je nutné odstranit, je jizva ve tvaru písmene „T“ a pak je její vrchní část viditelná i nad úrovní spodního prádla. Pro operaci se používají vstřebatelné stehy.    

### Částečná abdominoplastika
Částečná abdominoplastika je stupněm mezi kompletní operací a miniabdominolastikou. Ve srovnání s kompletní abdominoplastikou je řez kratší o zhruba 10-15 cm. Operace je vhodná pro pacienty, kteří mají povolenou břišní stěnu v oblasti pupku a tukové převisy ve spodní části břicha.   

### Miniabdominoplastika
Miniabdominoplastika zanechává z plastických operací břicha nejkratší řez umístěný v linii pubického ochlupení. Zákrok trvá asi 1 hodinu. Řeší problém pacientů s tukovými zásobami uloženými v podkoží v dolní části břicha. Miniabdominoplastika není vhodná pro pacienty s výrazným přebytkem kůže.

## Před zákrokem
Plastické operaci břicha předchází konzultace u plastického chirurga. Podstatné je, jak lékař vyhodnotí stav elasticity kůže a také množství podkožního tuku. Abdominoplastiku navrhne, pokud břicho vykazuje tyto znaky:
- kůže je natolik povislá a tvoří kožní převis, nebo je její elasticita natolik narušená, že po úbytku objemu tuku nebude schopna zpětného stažení,
- na břiše je minimální objem podkožního tuku a příčinou vypouklého tvaru je povolená svalovina.

Lékař někdy pro názornost nakreslí přímo na tělo, kudy povede jizva a na jaké místo bude přesunut pupík. Vypouklé břicho ale bývá i důsledkem viscerálního tuku. V takovém případě bohužel plastická operace ani liposukce břicha nepomůže. Chirurg raději doporučí redukční dietu. Důležitým faktorem, který by měly vzít v úvahu ženy, které se pro operaci rozhodnou, je, zda chtějí být ještě těhotné. Těhotenství by totiž zásadně porušilo efekt operace a byla by pravděpodobně nutná reoperace.
Pokud lékař na konzultaci stanoví, že je pro pacienta plastika břicha vhodným řešením, dalším krokem jsou předoperační testy a přípravy. Pacient je podrobně informován, jak se na zákrok připravit (např. 6 hodin před nástupem na kliniku nesmí jíst apod.) Stejně jako jiné operace, i abdominoplastika s sebou nese určitá rizika. Ta jsou v podobě celkové anestezie, možného vzniku krevní sraženiny, tzv. hematomu, pomalého hojení ran nebo jizev. Do rámce standardního předoperačního vyšetření patří také konzultace užívaných léků, testy z důvodu celkové anestezie, někdy i doporučení ultrazvukového vyšetření břicha. Předpokladem operace je dobrý zdravotní stav a absence vážných chorob.

## Po zákroku
Po operaci jsou pacientům podávány léky tišící bolest. Rekonvalescence trvá asi dva týdny, až 6 týdnů musí pacienti nosit kompresní pás, aby se zachovala pevnost břicha. 3 měsíce po operaci je třeba opatrnosti při ohýbání a pacienti by neměli zvedat zátěž. Konkrétní podobu omezení a odporučení pooperačního chování stanovuje vždy ošetřující lékař individuálně.